# Tratado de Londres (1604)
El Tratado de Londres de 1604 fue un tratado de paz firmado por España e Inglaterra en la ciudad de Londres el 28 de agosto de 1604, que marcó el final de la Guerra anglo-española de 1585-1604.
Las negociaciones tuvieron lugar en Somerset House, por lo que el tratado es conocido también como la Conferencia de Somerset House. Las condiciones del tratado fueron favorables a España, pero a la vez España hubo de comprometerse a no intentar restaurar el catolicismo en Inglaterra.

## Antecedentes
En 1603, España e Inglaterra llevaban casi veinte años en guerra, con enormes pérdidas para ambos países. Con la excepción de dos victorias inglesas en los primeros momentos de la guerra (la expedición de Drake de 1587 y la de la Armada Invencible en 1588), los sucesivos enfrentamientos se contaban en victorias españolas. En 1589 la Invencible Inglesa fue repelida en la costa de Portugal, con grandes pérdidas. Además, miles de soldados ingleses habían sido enviados a Francia y los Países Bajos para luchar junto a los rebeldes contra las tropas españolas, prácticamente sin éxito. Un levantamiento católico en Irlanda, apoyado ocasionalmente por España, desangraba Inglaterra de hombres, dinero y moral. El tesoro inglés estaba agotado por la guerra, tras décadas de suministrar fondos a los rebeldes protestantes en Francia y Flandes, y problemas sanitarios (la peste) y alimentarios (malas cosechas).
Añadido a esto, los esfuerzos españoles para defender la Flota de Indias habían resultado exitosos. También fracasaron todos los intentos ingleses de apropiarse de alguna de las posesiones españolas de ultramar: John Hawkins y Francis Drake murieron en 1595 y 1596, en un desastroso ataque contra las posesiones españolas en el Caribe. En 1596, Cádiz fue atacada de nuevo por una flota combinada anglo-neerlandesa, lo que causó enormes daños en la ciudad, aunque los atacantes no pudieron llevarse el tesoro de la Flota de Indias. Otros ataques marítimos ingleses, como el intento de toma de las Azores en 1597, solo cosecharon fracasos.
La situación en España tampoco era demasiado buena, tras décadas de guerra con los rebeldes holandeses, Francia, Inglaterra, el Imperio otomano y los piratas berberiscos, que obligaban a satisfacer el coste de mantener el ejército profesional, la marina y la defensa de un imperio extendido por cuatro continentes. La situación fue agravada por una epidemia de peste en Castilla.
Felipe II murió en 1598 siendo sucedido por Felipe III, y tras la muerte de Isabel I de Inglaterra en 1603, su sucesor Jacobo I de Inglaterra impuso una política menos belicosa, y suspendió las hostilidades con España.

## Condiciones
En este contexto hay que entender que la promesa de Jacobo I de Inglaterra de no intervenir en los asuntos continentales fuera suficiente para Felipe III de España para firmar la paz. A cambio, España renunciaba a nombrar un rey católico para la corona de Inglaterra, e incluso a garantizar tolerancia inglesa al catolicismo, pero sin comprometer el sostenimiento español de la formación del sacerdocio católico irlandés.
Según las condiciones del tratado, Inglaterra renunciaba a prestar ningún tipo de ayuda a los Países Bajos, abría el canal de la Mancha al transporte marítimo español, prohibía a sus súbditos llevar mercancías de España a Holanda o viceversa y prometía suspender las actividades de los corsarios en el océano Atlántico. A cambio, España concedía facilidades al comercio inglés en las Indias españolas.
La renuncia de Inglaterra a continuar ayudando a los rebeldes holandeses fue la base de la tregua de 1609. Inglaterra y España continuaron en paz hasta 1625.

## Delegaciones

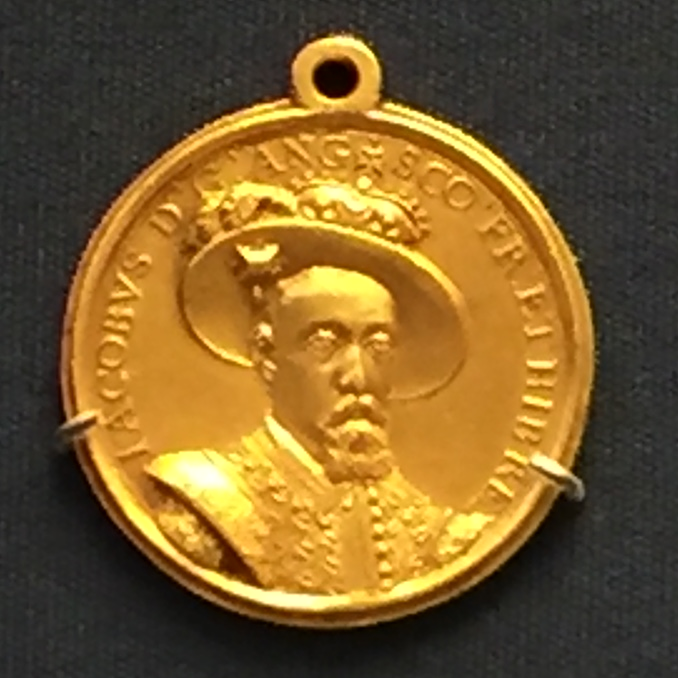
Medalla de oro acuñada en Inglaterra en 1604 para celebrar la paz con España.

La delegación inglesa estuvo compuesta por:
- Robert Cecil, I conde de Salisbury (1563-1612), secretario de Estado, primer ministro de Jacobo I.
- Charles Blount, VIII barón de Mountjoy (1563-1606), militar y señor Teniente de Irlanda.
- Thomas Sackville, primer conde de Dorset (1536-1608), poeta y secretario del Tesoro.
- Henry Howard, I conde de Northampton (1540-1614)
- Charles Howard (I conde de Nottingham) (1536-1624), Lord High Admiral.

Los españoles negociaron con dos delegaciones, una representando al rey de España, la otra a los archiduques Alberto e Isabel, cosoberanos de los Países Bajos Españoles.
Delegación española:
- Juan Fernández de Velasco y Tovar, Duque de Frías y Condestable de Castilla.
- Juan de Tassis y Acuña, conde de Villamediana.
- Alessandro Robida, Senador del ducado de Milán.

Delegación de los Países Bajos Españoles:
- Charles de Ligne, conde de Aremberg.
- Jean Richardot, Presidente del Consejo Privado de Bruselas.
- Louis Vereyken, Audencier de Bruselas.